# Национальный ботанический сад Намибии
Национа́льный ботани́ческий сад Нами́бии (англ. National Botanic Garden of Namibia, другое название англ. South West Nature Reserve) — ботанический сад в Виндхуке — столице Намибии. Основан в 1969 году.

## Расположение
Сад находится в городской черте Виндхука в его восточной части при Национальном ботаническом исследовательском центре (англ. National Botanic Research Institute) по адресу: улица Orban, дом 8. Это единственный ботанический сад страны. Расположен на высоте 1200 метров над уровнем моря.

## История
Постройка инфраструктур сада началась в 1970 году — были проложены прогулочные дорожки, подведена канализация и водные коммуникации, но из-за нехватки финансирования работы были приостановлены. В 1990 году, когда Национальный Ботанический Научно-исследовательский институт переместился в стоящее неподалёку здание, работы были продолжены. Основное финансирование осуществляется министерством туризма и окружающей среды и министерством сельского хозяйства, а с недавнего времени ещё и Ботаническим обществом Намибии (англ. Botanical Society of Namibia).

## Описание
Основная задача — сохранение и изучение растительного мира страны. Кроме того, часть парка отведена под пикники. Больша́я часть парка не была обустроена специально с той целью, чтобы посетители могли ознакомиться с тем, как произрастают растения в естественной среде.
Площадь Национального ботанического сада Намибии составляет 12 гектаров. Сад открыт для свободного посещения с понедельника по пятницу с 8:00 до 17:00 с перерывом с 13:00 до 14:00 и каждую первую субботу месяца с 8:00 до 11:00.
99 % коллекции сада составляют естественные растения Намибии, всего 12 видов, в основном — Acacia, Aristida (Триостренница), Stipagrostis (Селин), Eragrostis и Aloe, в том числе алоэ прибрежное — символ Виндхука. На самом входе в сад находится Дом пустынных растений (англ. Desert House), где представлена типичная для пустыни Намиб флора.
Кроме растений в саду обитает множество мелких млекопитающих и рептилий, птиц и насекомых Намибии.